# Wilfried Bony
Wilfried Guemiand Bony (ur. 10 grudnia 1988 w Bingerville) – iworyjski piłkarz występujący na pozycji napastnika w NEC Nijmegen. Były reprezentant Wybrzeża Kości Słoniowej.

## Kariera klubowa
Karierę profesjonalną zaczął w swoim pierwszym klubie, w akademii Cyrille Domoraud. Stamtąd został zakupiony do klubu Issia Wazy FC grającego w najwyższej klasie rozgrywkowej na Wybrzeżu Kości Słoniowej. W 2007 roku był na testach w Liverpoolu, jednak nie wypadł na tyle dobrze, aby Rafael Benítez zaoferował mu kontrakt z tym klubem.
W październiku 2007 roku został wypożyczony do czeskiej Sparty Pragi, gdzie występował w rezerwach. Krótko potem podpisał kontrakt ze Spartą i przeniesiono go do pierwszego składu, gdzie trafił 24 gole w 58 meczach.
30 stycznia 2011 podpisał 3,5-letni kontrakt z holenderskim SBV Vitesse. W debiucie trafił bramkę. W swoim pierwszym pełnym sezonie w klubie trafił 12 goli w 28 spotkaniach. W lutym 2012 roku podpisał kontrakt do 2015 roku.
W sezonie 2012/13 został królem strzelców z 31 golami w 30 meczach. Został wybrany także najlepszym piłkarzem w Holandii. 11 lipca 2013 roku podpisał kontrakt ze Swansea City. Klub ten zapłacił za niego 12 milionów funtów.
14 stycznia 2015 podpisał 4,5-letni kontrakt z Manchesterem City. Według serwisu Sky Sports.com kwota transferu wyniosła 25 milionów funtów. Wilfried nie sprawdził się w tym klubie dlatego w sierpniu 2016 został wypożyczony do angielskiego Stoke, gdzie również nie imponował formą, strzelając tylko 2 bramki w zaledwie 10 spotkaniach.
31 sierpnia 2017 przeniósł się do Swansea City za 13 milionów euro. Przez półtora roku reprezentowania tej drużyny zagrał w 24 spotkaniach i zdobył 6 goli. W styczniu 2019 został wypożyczony do katarskiego Al-Arabi SC. W katarskiej drużynie przez pół roku zagrał w 12 meczach i zdobył 3 bramki. Miał w kontrakcie klauzulę z opcjonalnym wykupem za 5 milionów funtów, lecz jego przeciętne wyniki nie zachęciły Katarczyków do wykupienia go. Po powrocie z wypożyczenia jego kontrakt ze Swansea City wygasł i od 1 lipca 2019 roku Bony był na piłkarskim bezrobociu. W 2020 roku grał w Ittihad FC, a w 2022 trafił do NEC Nijmegen.

## Nazwisko
Iworyjczyk nigdy nie chciał grać ze swoim nazwiskiem na plecach. Jego ojciec nazywa się Amedee Shemiz Bony, więc piłkarz nazywa się Bony, a jego imię to Wilfried. Piłkarz jednak mimo namów ojca nigdy nie zdecydował się na granie w koszulce z nazwiskiem nad numerem. Więc na koszulce zawodnika widnieje jedynie jego imię, czyli "Wilfried".